# Feministiskt initiativ
Feministiskt initiativ (deutsch: Feministische Initiative; Abkürzungen: Fi oder F!) war ursprünglich eine politische Vereinigung in Schweden. Der Verein wurde am 4. April 2005 gegründet. Im September 2005 wurde daraus eine Partei gebildet, um an den schwedischen Reichstagswahlen 2006 teilnehmen zu können. Sprecherin der Partei ist seit 2022 Teysir Subhi.

## Inhaltliches Profil

### Grundsatz- und Wahlprogramme
Das wichtigste Anliegen der Feministischen Initiative ist die Erlangung der Gleichberechtigung aller Menschen. Laut der Partei hat jeder Mensch ein Grundrecht auf ein diskriminierungsfreies Leben. Die Partei engagiert sich gegen jegliche Form von Diskriminierung (u. a. Sexismus, Rassismus, Homophobie, Transphobie oder Antiziganismus) und orientiert sich dabei an der Theorie der Intersektionalität.
Neben Menschenrechten setzt sich die Feministische Initiative für mehr Nachhaltigkeit und Naturschutz ein. Erneuerbare Ressourcen wie Wind- und Solarenergie sollen gefördert, während umweltschädliche Formen der Energiegewinnung möglichst schnell eingestellt werden sollen. Die Partei will sämtliche Atomkraftwerke in Schweden schließen. Der Ausbau von Tierrechten ist ein weiterer Schwerpunkt der Partei.
Die Partei versteht sich als pazifistisch und lehnt Waffenexporte ab.
Eine Forderung der Partei war ebenfalls die Einführung einer „Männersteuer“, mit der alle Männer für die Folgen von ausgeübter Gewalt von einzelnen Männern an Frauen aufkommen sollen.
Die Partei setzt sich für eine liberale Migrationspolitik, die Amnestie aller Flüchtlinge in Schweden, eine Verschärfung des Strafrechts bei Vergewaltigungen und sexueller Belästigung sowie für kostenfreie öffentliche Verkehrsmittel ein. Sie lehnt Prostitution ab und befürwortet das Verbot von Sexkauf.

### Ausrichtung der Partei
Die Partei verstand sich zu Zeiten ihrer Gründung als rein „feministisch“, also weder links noch rechts. Nach Präsentation der Wahlplattform stellte es sich aber heraus, dass die Partei mit ihrem Programm links der Mitte beheimatet ist. Nach Einschätzung der Alliansen stellt die Feministische Initiative für sie eine Mitte-links-Partei dar. Oft fiel auch der Ausdruck „sozialistisch“. Diese Bezeichnung lehnte Gudrun Schyman als Parteivorsitzende 2014 strikt ab.

## Wahlen
Bei den Reichstagswahlen 2006 bekam die Partei 0,68 % der Wählerstimmen. Im Februar 2007 entschied die Partei zunächst, nicht mehr bei Wahlen zu kandidieren; später wurde dieser Beschluss revidiert.
Die Feministiskt initiativ trat auch zu den Reichstagswahlen 2010 an, schaffte jedoch mit einem Stimmanteil von 0,40 % nicht den Einzug in den Reichstag. Bei der gleichzeitig abgehaltenen Kommunalwahl wurde die Partei in Schymans Heimatgemeinde Simrishamn mit 8,9 % drittstärkste Kraft und erhielt vier Mandate.
Bei der Europawahl 2014 erhielt die Partei 5,5 % der Wählerstimmen in Schweden und schickte somit eine Kandidatin ins europäische Parlament. Die Spitzenkandidatin der Partei, Soraya Post, arbeitet als Menschenrechtsexpertin in ihrer Heimatprovinz Västra Götaland und setzt sich besonders für die Rechte der schwedischen und europäischen Roma-Bevölkerung ein.
Bei der Wahl zum Schwedischen Reichstag 2014 erreichte die Partei 3,1 % der Stimmen und scheiterte damit knapp an der Sperrklausel von 4 %, zog allerdings in mehrere Gemeinderäte ein (insgesamt 27 Sitze). Die Wahl 2018 endete für die Partei enttäuschend mit 0,5 Prozent. Die Wahl 2022 endete für die Partei noch enttäuschender mit 0,05 Prozent.

### Wahlergebnisse
| Jahr | Wahl                | Stimmen | %      | Sitze  |
| ---- | ------------------- | ------- | ------ | ------ |
| 2006 | Reichstagswahl 2006 | 37.954  | 0,68 % | 0/349  |
| 2009 | Europawahl 2009     | 70.434  | 2,22 % | 0/18   |
| 2010 | Reichstagswahl 2010 | 24.139  | 0,40 % | 0/349  |
| 2014 | Europawahl 2014     | 204.005 | 5,49 % | 1/20   |
| 2014 | Reichstagswahl 2014 | 194.719 | 3,12 % | 0/349  |
| 2018 | Reichstagswahl 2018 | 29.665  | 0,46 % | 0/349  |
| 2019 | Europawahl 2019     | 32.143  | 0,77 % | 0/20   |
| 2022 | Reichstagswahl 2022 | 3.157   | 0,05 % | 0/349  |
| 2024 | Europawahl 2024     | 2.545   | 0,06 % | 0/21 1 |